# Blanzac-Porcheresse
Blanzac-Porcheresse je naselje in občina v zahodnem francoskem departmaju Charente regije Poitou-Charentes. Leta 2006 je naselje imelo 814 prebivalcev.

## Geografija
Kraj se nahaja v pokrajini Angoumois ob reki Né, 32 km jugozahodno od središča departmaja Angoulêma.

## Uprava
Blanzac-Porcheresse je sedež istoimenskega kantona, v katerega so poleg njegove vključene še občine Aubeville, Bécheresse, Bessac, Chadurie, Champagne-Vigny, Claix, Cressac-Saint-Genis, Étriac, Jurignac, Mainfonds, Mouthiers-sur-Boëme, Péreuil, Pérignac, Plassac-Rouffiac, Saint-Léger in Voulgézac s 7.573 prebivalci.
Kanton Blanzac-Porcheresse je sestavni del okrožja Angoulême.

## Zanimivosti
- župnijska cerkev Saint-Arthémy de Blanzac iz 12. stoletja, francoski zgodovinski spomenik od 1890,
- cerkev Saint-Cybard de Porcheresse, zgodovinski spomenik od leta 1913,
- nekdanja župnijska cerkev sv. Nikolaja.